# Sofiane Oumiha
Sofiane Oumiha (* 23. Dezember 1994 in Toulouse) ist ein französischer Boxer marokkanischer Abstammung. Er belegt Platz 1 der IBA-Weltrangliste im Leichtgewicht.

## Erfolge
Oumiha gewann 2012 unter anderem den Dan Pozniak Youth Cup in Litauen und eine Bronzemedaille bei den Jugend-Weltmeisterschaften in Jerewan. Er schlug dabei die Starter aus Kuba, Ukraine und USA, ehe er erst im Halbfinale knapp mit 14:16 gegen den späteren Goldmedaillengewinner aus Russland, Hussein Bajssangurow, ausschied.
In der Elite-Klasse (Erwachsene) gewann er 2013 das Tammer-Turnier in Finnland und die Mittelmeerspiele in Mersin. Er besiegte dabei unter anderem Gregor Debeljak aus Slowenien, Mohamed Alioua aus Ägypten, Fabio Introvaia aus Italien und Bünyamin Aydin aus der Türkei. 2014 und 2015 wurde er Französischer Meister, gewann das Turnier Beogradski Pobednik in Serbien mit Finalsieg gegen Miklós Varga und das Box-Am Tournament in Spanien.
Bei den Europaspielen 2015 in Baku besiegte er Luke McCormack, Miklós Varga und Mateusz Polski, worauf er ins Finale einzog. In diesem unterlag er gegen den für Aserbaidschan gestarteten Albert Selimow. Im September 2015 gewann er den Grand Prix von Tschechien. Bei den Weltmeisterschaften 2015 in Doha schied er im Viertelfinale erneut gegen Albert Selimow aus. Vor der WM betrug seine Bilanz 109 Siege bei 120 Kämpfen.
Im März 2016 folgte sein Sieg beim Gee-Bee Tournament in Finnland. Im April 2016 gewann er die europäische Olympiaqualifikation in Samsun. Er schlug dabei Robert Harutiunian aus Deutschland, Hamo Aperjan aus Tschechien, Volkan Gökçek aus der Türkei und Joseph Cordina aus Wales. Bei den Olympischen Spielen 2016 in Rio de Janeiro erreichte er gegen Teófimo López, Amnat Ruenroeng, Albert Selimow und Dordschnjambuugiin Otgondalai das Finale, welches er gegen Robson Conceição verlor und somit die Silbermedaille gewann.
Im Mai 2017 gewann er das Feliks Stamm Tournament in Warschau und startete im Juni 2017 bei den Europameisterschaften in Charkiw, wo er im Viertelfinale knapp mit 2:3 gegen den späteren Goldmedaillengewinner Jurij Schestak ausschied. Im Achtelfinale hatte er Cavid Çələbiyev besiegt. Durch das Erreichen des Viertelfinales war er für die Weltmeisterschaften 2017 in Hamburg qualifiziert. Dort gewann er die Goldmedaille mit Siegen gegen Wanderson de Oliveira, Jurij Schestak, Dordschnjambuugiin Otgondalai und Lázaro Álvarez.
2018 gewann er die Mittelmeerspiele in Tarragona durch Siege gegen Violant Sulejmani, Alaa Shili und Hakan Doğan. Im gleichen Jahr gewann er zudem die EU-Meisterschaften in Valladolid. Er siegte dabei ungefährdet gegen Viliam Tankó, Otar Eranossian, Radomir Obruśniak und Calum French.
Im April 2019 gewann er den Cologne Boxing World Cup in Köln und besiegte dabei Wladislaw Baryschnik aus Deutschland, Jorge Moiran Vinet aus Kuba und Wuttichai Masuk aus Thailand. Bei den Europaspielen 2019 in Minsk boxte er im Halbweltergewicht und zog durch Siege gegen Aleksei Mazur, Damian Durkacz und Luke McCormack ins Finale ein, wo er knapp mit 2:3 gegen Howhannes Batschkow unterlag und Silber gewann. Bei den Weltmeisterschaften 2019 in Jekaterinburg boxte er wieder im Leichtgewicht und besiegte Bahodur Usmonow, ehe er im Viertelfinale gegen Keyshawn Davis ausschied.
Im Juni 2021 gewann er die europäische Olympiaqualifikation in Paris, nachdem er Alexandru Paraschiv, Cavid Çələbiyev, Luke McCormack und Dsmitryj Assanau besiegt hatte. Bei den 2021 in Tokio ausgetragenen Olympischen Spielen schied er im Achtelfinale des Leichtgewichts gegen Keyshawn Davis aus. Bei den Weltmeisterschaften 2021 in Belgrad gewann er seinen zweiten Weltmeistertitel im Leichtgewicht. Er besiegte dabei Ham Sang-myeong, Viliam Tankó, Karen Tonakanian, Samatali Toltajew, Alexy De la Cruz und Abdumalik Xaloqov.
Bei der Weltmeisterschaft 2023 in Taschkent gewann er mit einem Finalsieg gegen den Kubaner Erislandy Álvarez seinen bislang dritten WM-Titel im Leichtgewicht und wurde damit der bislang erfolgreichste französische Boxer. Die Europaspiele 2023 in Krakau gewann er mit Siegen gegen Aljaz Sircelj, Assan Hansen, Bilge Kağan Kanlı, Dean Clancy und Lascha Guruli. Im Oktober 2023 gewann er im Leichtgewicht den EUBC Cup in Budva und siegte dabei gegen Artur Tuniyeu, José Quiles, Tayfur Əliyev und Radoslaw Rosenow.
Als Gewinner der Europaspiele war er für die Olympischen Spiele 2024 in Paris qualifiziert, wo er mit Siegen gegen Obada Al-Kasbeh, Richárd Kovács und Wyatt Sanford in das Finale einzog, wo er knapp mit 2:3 gegen Erislandy Álvarez unterlag und Silber gewann.

### World Series of Boxing
Von Februar 2017 bis Mai 2018 boxte Oumiha auch in der World Series of Boxing (WSB) und gewann für sein Team France Fighting Roosters jeden seiner sechs Kämpfe.
- Februar 2017: Sieg gegen Luke McCormack (British Lionhearts)[12]
- März 2017: Sieg gegen Mohamed Hamout (Morocco Atlas Lions)[13]
- Februar 2018: Sieg gegen Michael Magnesi (Italia Thunder)[14]
- März 2018: Sieg gegen Mateo Komadina (Croatian Knights)[15]
- April 2018: Sieg gegen Dsmitryj Assanau (British Lionhearts)[16]
- Mai 2018: Sieg gegen Lázaro Álvarez (Cuba Domadores)[17]

## Profikarriere
Im Januar 2021 unterzeichnete er einen Profivertrag beim britischen Promoter Francis Warren (Queensberry Promotions) und gewann sein Debüt im Februar 2022. Am 23. September 2023 boxte er bei der IBA Night of Champions in Monaco um den Continental-Titel der WBA im Leichtgewicht und siegte dabei vorzeitig gegen den Argentinier Nicolas Blanco.
Im März 2025 unterzeichnete er einen langfristigen Vertrag bei Queensberry Promotions.